# Feldkirche Woltersdorf

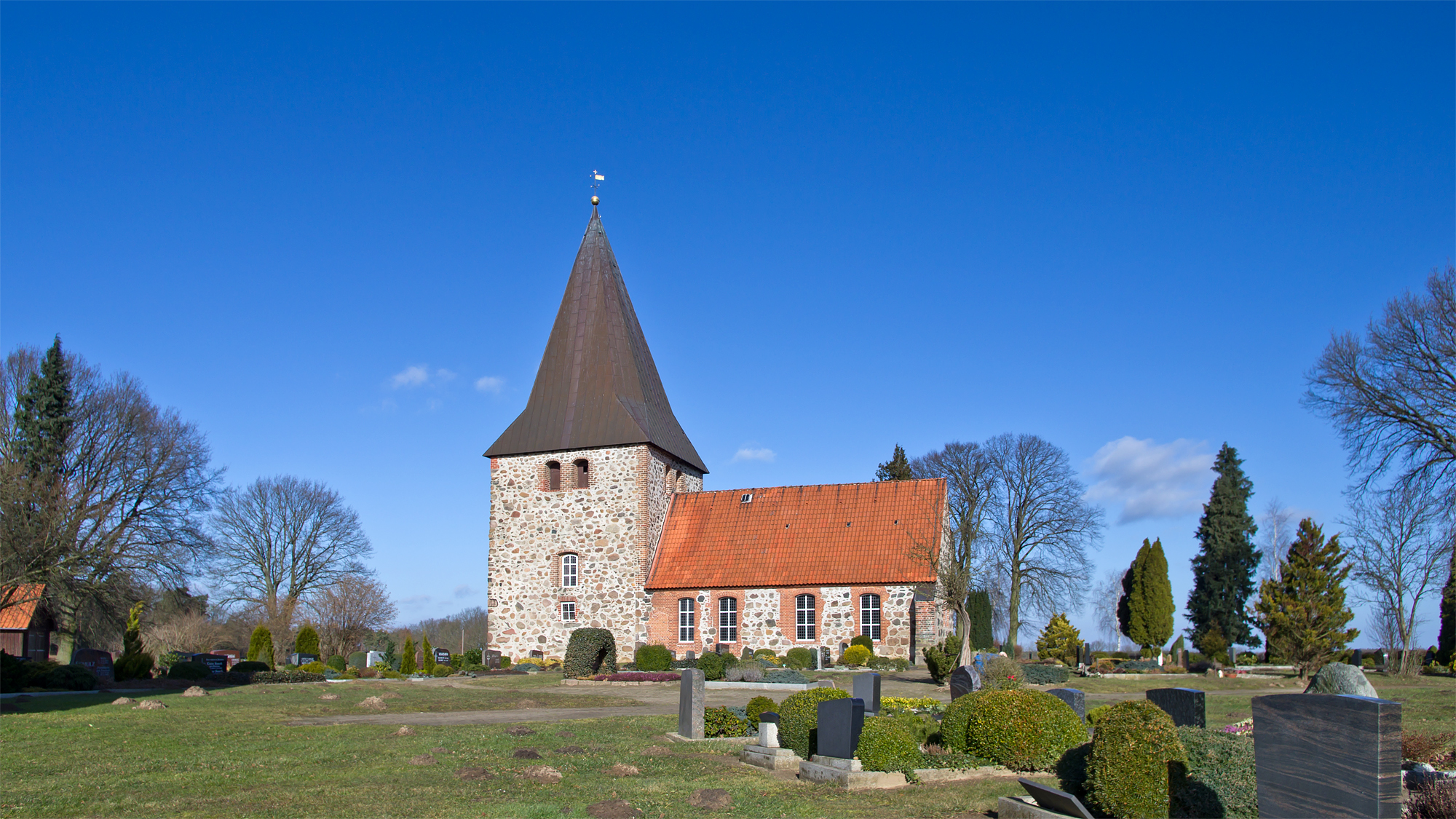
Feldkirche Woltersdorf

Die Feldkirche von Woltersdorf ist eine aus Feldsteinen erbaute Kirche in der Gemeinde Woltersdorf im niedersächsischen Landkreis Lüchow-Dannenberg. Sie gehört zum Gemeindeverbund Trebel, Gorleben, Woltersdorf, Lanze, Prezelle und Lomitz im Kirchenkreis Lüchow-Dannenberg der Evangelisch-lutherischen Landeskirche Hannovers.

## Lage und Geschichte

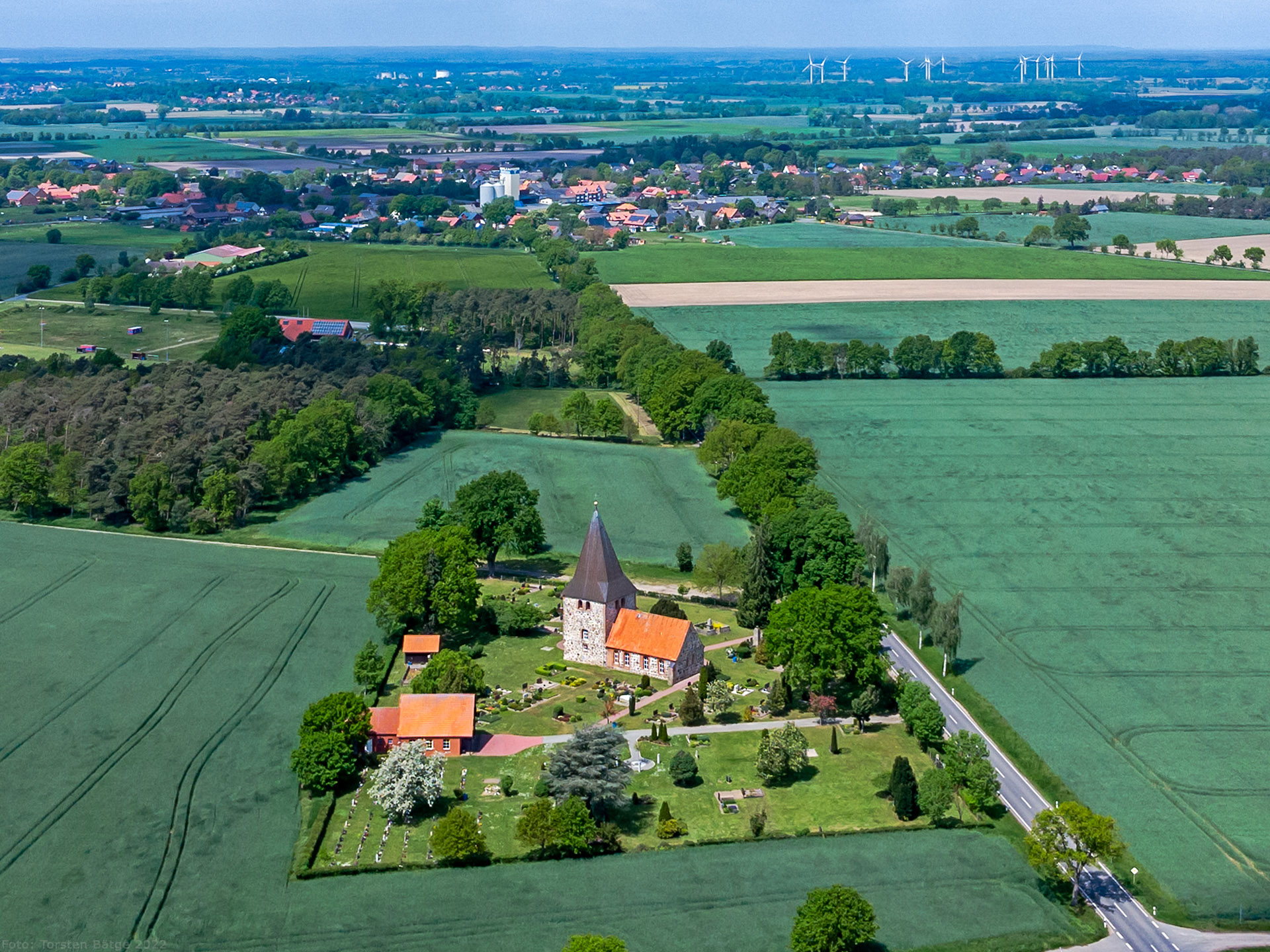
Luftbild der Feldkirche Woltersdorf mit umgebenden Friedhof, südöstlich von Woltersdorf (im Hintergrund).

Die Feldkirche liegt etwa einen Kilometer südöstlich von Woltersdorf, wo sie einen älteren Siedlungsplatz markiert. Sie wurde um das Jahr 1100 außerhalb des Dorfes auf einer heidnischen Kultstätte errichtet. Erbauer sind, wie bei vielen Kirchen im Landkreis Lüchow-Dannenberg, Mönche des altmärkischen Klosters Diesdorf. Früher wurde die Kirche wegen ihrer abseitigen Lage inmitten von Feldern auch „Kirche im Feld“ genannt. Bei Gefahr diente sie der Gemeinde als Zufluchtsstätte.

## Baubeschreibung

### Außen
Die Kirche ist schlicht und hat von außen gedrungene Feldsteine an der Wand. Besonders sticht der mächtige, quadratische Westturm hervor, wo sich auch die zwei Glocken befinden. Das Dach des Turmes ist dunkelbraun, wobei der Rest des Daches der Feldkirche rot ist. In der Kirche gibt es insgesamt 14 Fenster, wobei nur zwei Fenster schmal sind und mit einem bunten Glasmosaik geschmückt sind. Diese beiden Fenster sind an der Wand hinter dem Altar.

### Innen
Von Innen ist die Feldkirche samt Ausstattung schlicht und elegant gehalten. Auf dem weiß gestrichenen aus Ziegelsteinen bestehenden Altar steht ein vergoldetes Kruzifix. Die Decke ist eine mit Balken versehene Holzkonstruktion.

### Dämonenstein
An der Nordwand der Kirche befindet sich ein viel umrätselter „Dämonenstein“. Möglicherweise soll er ein slawisches Götterbild darstellen, heute sagt man, dass dieser Stein als Geisterabwehr genutzt worden sei.

## Glocken
Die Glocken befinden sich im großen Turm der Feldkirche. Eine der Glocken stammt aus der Gründungszeit und die andre ist 1973/1974 dazugekommen.

## Galerie

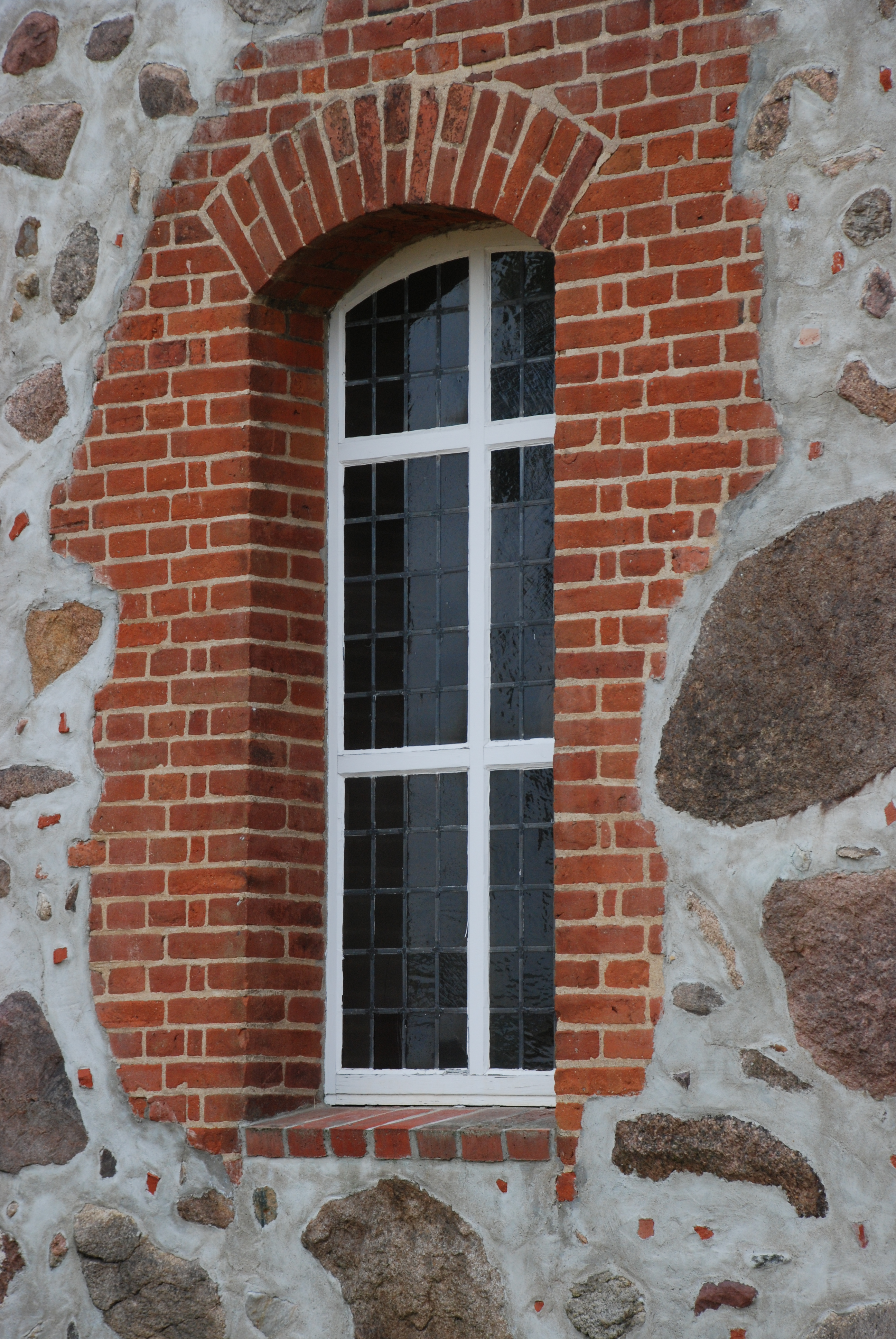
Fenster
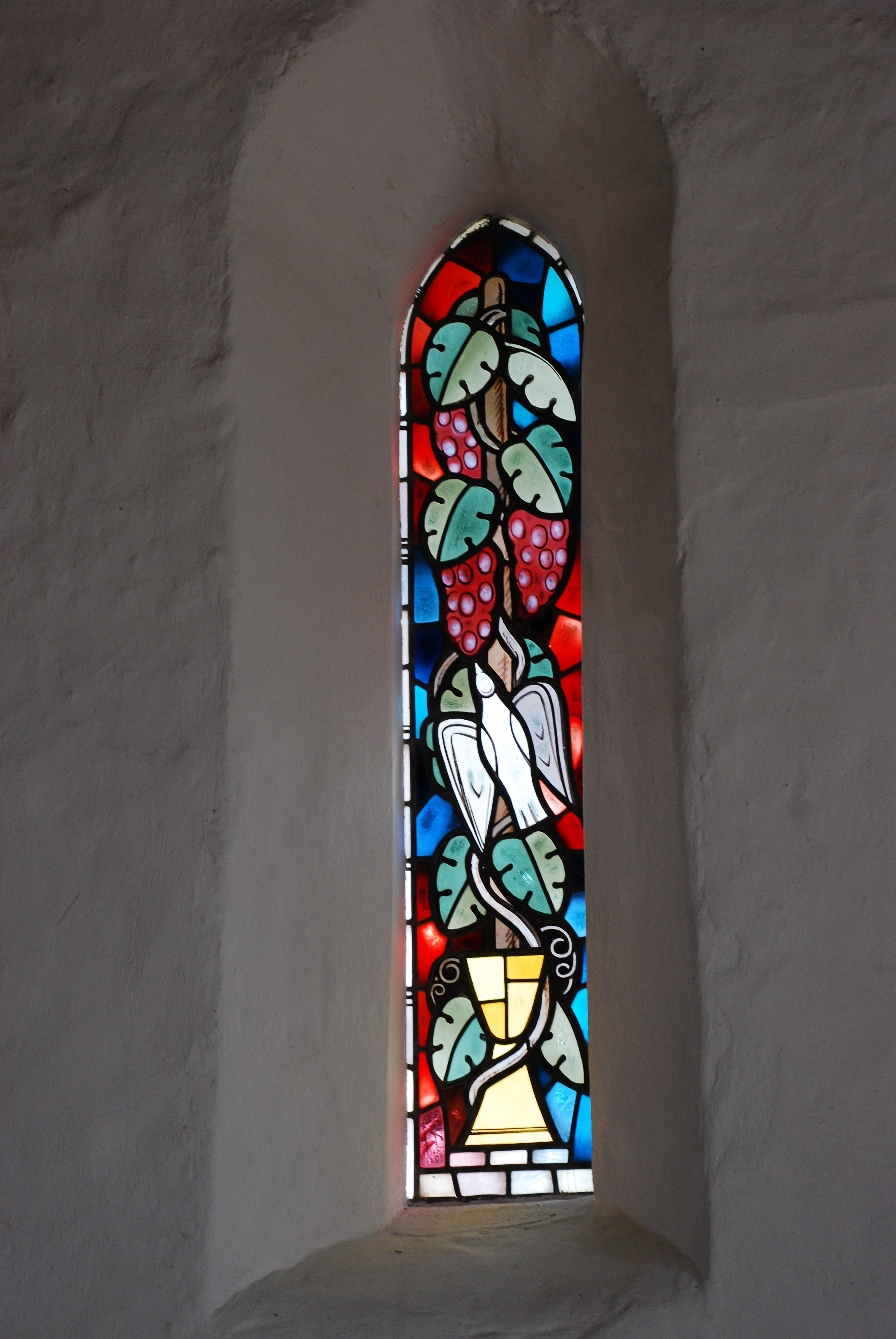
Farbglasfenster
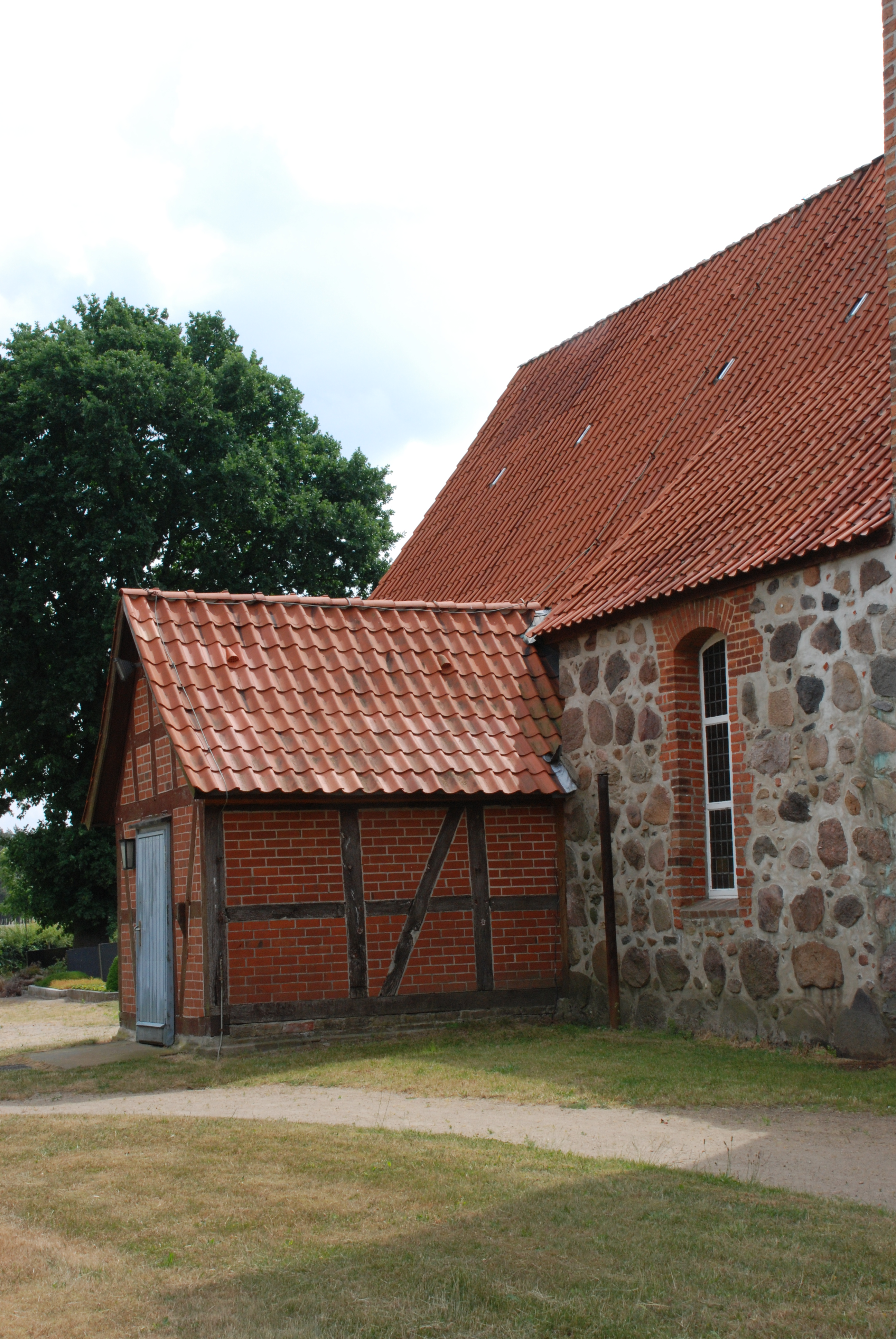
Eingang
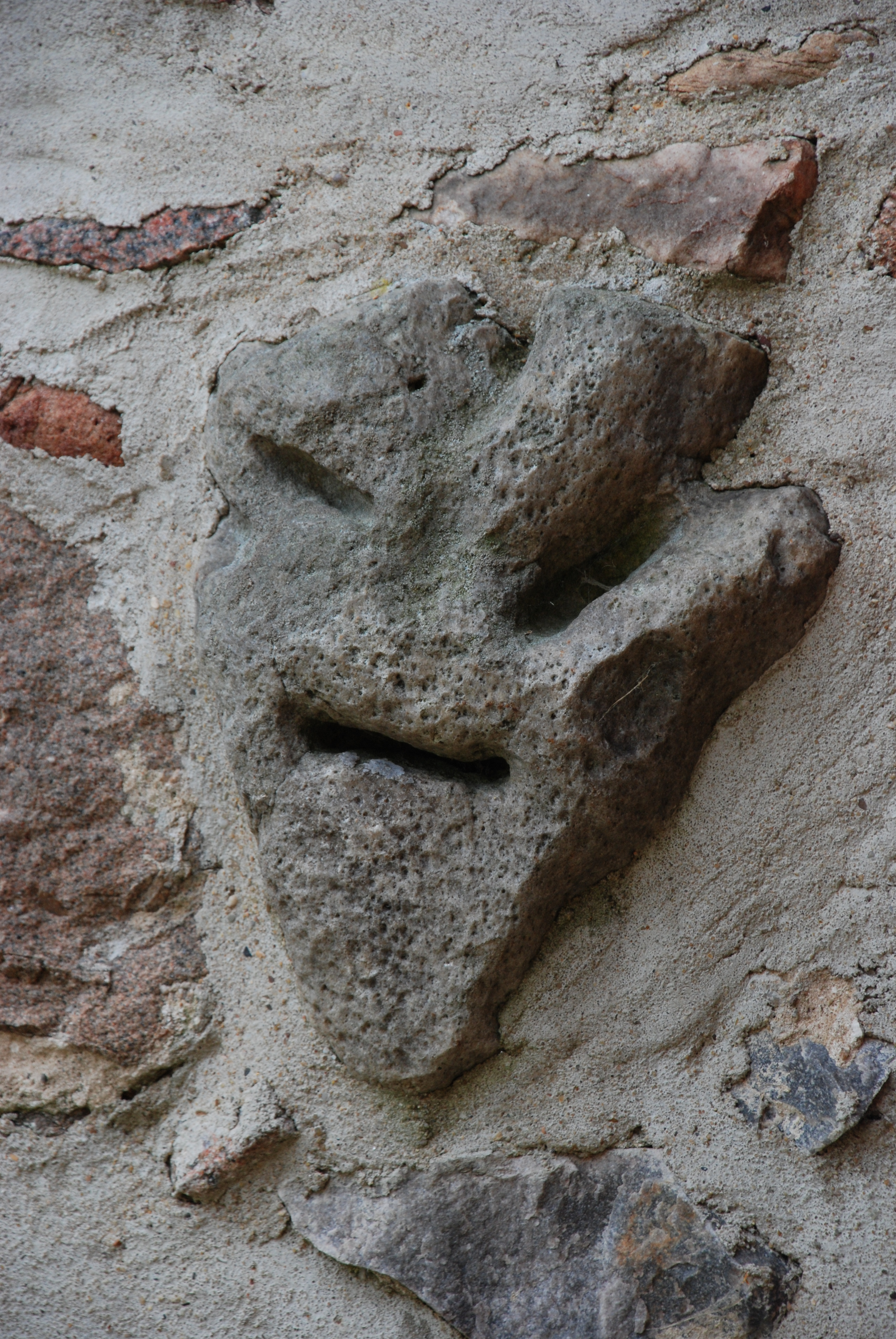
Dämonenstein an der Nordwand

## Friedhof
Die Kirche liegt innerhalb des Friedhofs von Woltersdorf. Auf ihm ruhen in zwei Gemeinschaftsgräbern insgesamt sechs Tote aus der Zeit des Zweiten Weltkrieges. Es handelt sich um vier namentlich bekannte Kriegsgefangene/Zwangsarbeiter, darunter eine Frau aus der Sowjetunion sowie zwei polnische Zwangsarbeiter. Zwei sowjetische Kriegsgefangene starben bereits 1942/43. Die übrigen Beigesetzten kamen am 21./22. April 1945 vermutlich während der Kampfhandlungen mit US-Truppen in Woltersdorf und Lichtenberg ums Leben.